# Hundwilertobelbrücke
Die Hundwilertobelbrücke ist eine Strassenbrücke (Hauptstrasse 463) im Kanton Appenzell Ausserrhoden, die unter der Leitung von Dialma Jakob Bänziger in den Jahren 1990 bis 1992 gebaut wurde. Sie ersetzte eine Vorgängerbrücke, die 1925 dem Verkehr übergeben wurde.

## Geschichte

1993 gesprengte Vorgängerbrücke

Die Hundwilertobelbrücke ist Teil der wichtigen Verbindung Autobahn A1–Herisau–Hundwil–Appenzell. Das Vorgängerbauwerk aus den 1920er-Jahren war bei seinem Bau die damals mit einer Spannweite von 105 m die weitest gespannte Betonbogenbrücke der Schweiz. Ende der 1980er-Jahre war klar, dass das alte Bauwerk den gestiegenen Verkehrsbelastungen nicht mehr standhalten würde. Anstelle die Brücke einer tiefgreifenden Sanierung zu unterziehen, wurde beschlossen, die Brücke durch einen Neubau zu ersetzen. Die Landsgemeinde des Kantons Appenzell Ausserrhoden sprach 1988 einen Kredit über 10,3 Mio. Franken für den Neubau der Brücke.

Stahlskelett, das während des Baus gleichzeitig als Lehrgerüst diente.

Der Bau der Brücke begann 1990 mit dem Erstellen der Vorlandbrücken bis auf die Höhe der Kämpfer. Danach wurde auf dem Kämpfer in senkrechter Lage das Stahlskelett des zukünftigen Brückenbogens erstellt. Nach dessen Fertigstellung wurden die beiden Segmente über das Tal abgesenkt und im Scheitel miteinander verschweisst. Das Stahlskelett wurde danach mit einem auf dem Skelett selbst laufenden Schalungswagen einbetoniert. Die letzten Etappen mussten mit dem Helikopter betoniert werden, weil der Scheitel von den auf der teilweise fertiggestellten Fahrbahnplatte stehenden Baukranen nicht erreicht werden konnte. Danach wurden die restlichen Überbaustützen und die Fahrbahnplatte fertiggestellt. Das innovative Bauverfahren war kostengünstig, weil für den Hauptbogen weder ein Lehrgerüst noch eine für den Freivorbau notwendige Rückverankerung notwendig war. 
Die Brücke konnte am 26. September 1992 dem Verkehr übergeben werden. Die alte Brücke wurde am 23. Februar 1993 während einer Militärübung gesprengt. 2017 wurde die neue Brücke leicht saniert und mit Drahtnetzen für die Suizidprävention versehen.

## Bauwerk

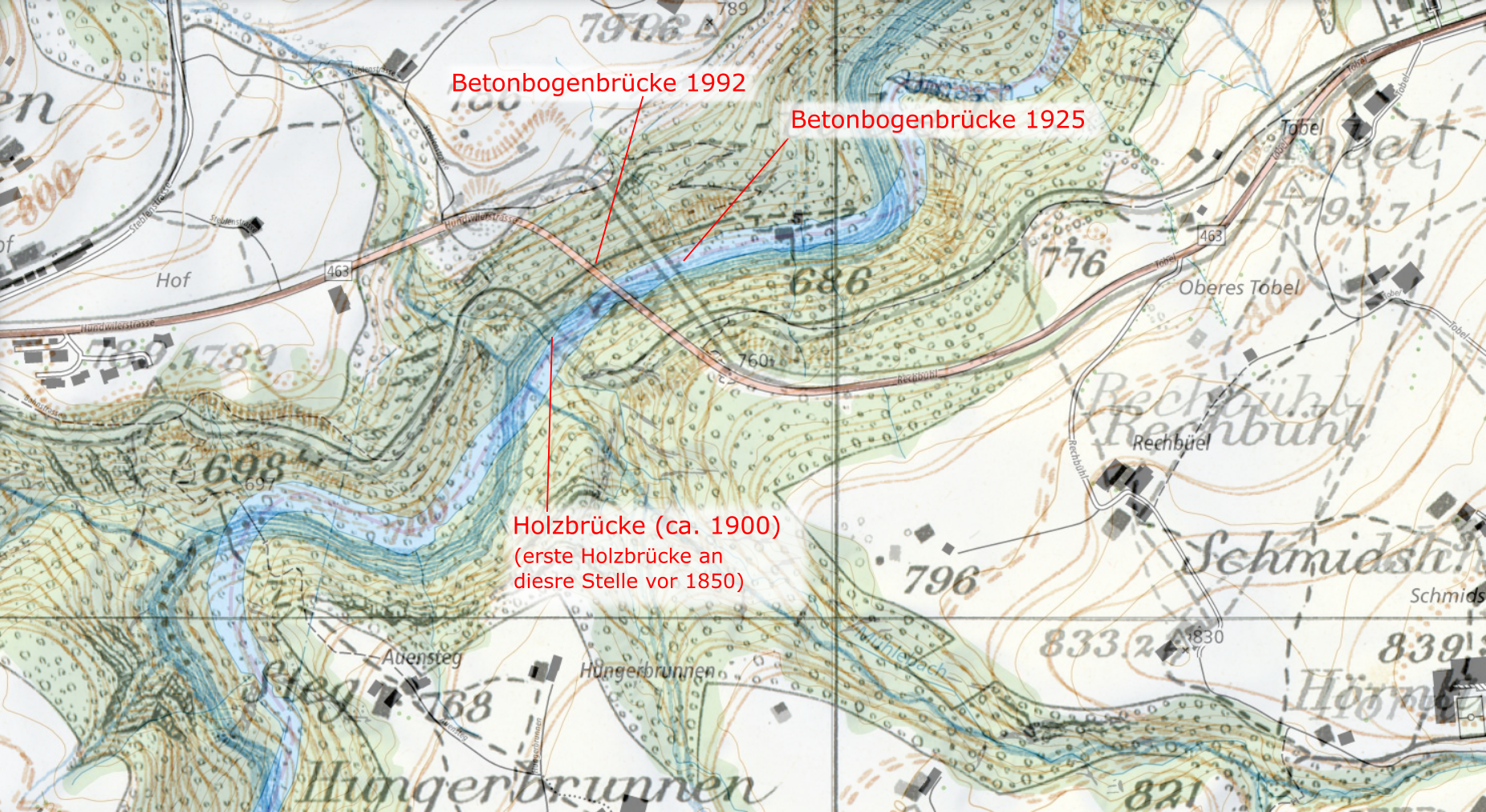
Karte mit der Lage der heutigen und der historischen Brücken im Hundwilertobel.

Die Brücke ist als Bogenbrücke mit aufgeständerter Fahrbahn realisiert. Der Bogen hat eine Spannweite von 143 m und besteht aus zwei Rippen, die durch acht Querträger miteinander verbunden sind. Die 10,8 m breite Fahrbahnplatte ist ein Plattenbalken, der durch zwei Stege verstärkt ist. Auf ihm sind zwei Fahrspuren und ein Gehweg untergebracht. Der Plattenbalken ruht auf Stützen, die im Abstand von 9,8 bis 13,5 m angeordnet sind, wobei die hohen Stützen grössere Abstände haben.
Der nördliche Brückenkopf wurde etwa 80 m flussaufwärts angeordnet, wodurch die Strassenführung verbessert werden konnte. Die enge Kurve auf der Nordseite der Brücke konnte mit einem grösseren Radius ausgeführt werden. Der südliche Brückenkopf liegt unmittelbar neben demjenigen der alten Brücke.